# 蒲刈大橋
蒲刈大橋（かまがりおおはし）は、広島県呉市（旧安芸郡蒲刈町および旧安芸郡下蒲刈町）の上蒲刈島と下蒲刈島を結ぶ道路橋。

## 概要
1979年10月開通。県の「蒲刈地区広域営農団地農道整備事業」により建設された農道橋である。本州と安芸灘諸島を8つの橋で結ぶ安芸灘諸島連絡架橋の1つであり通称「安芸灘2号橋」、蒲刈広域農道の一部を構成する。上蒲刈と下蒲刈を結ぶ唯一の橋である。
竣工当時は農道橋としては国内最長であった。2014年現在でトラス橋としては国内第7位の支間長にあたり、トラス橋としては広島県最大の橋にあたる。
施工は石川島播磨重工業（現IHI）で、架設はフローティングクレーンを用いた大ブロック一括架設工法を用いた、トラス橋として初施工例となった。また橋脚施工に際し、ニューマチックケーソンと一体化したものを仮設ヤードで組みFCで運ぶ、橋脚付き設置ケーソン工法を採用している。

## 構造
- 橋長 : 480メートル[1]
- 最大支間長 : 255.0メートル[3]
- 全幅 : 8.0メートル[1]
- 幅員 : 車道6.5メートル + 歩道1.5メートル[4]
- 橋種 : 3径間連続下曲弦プラットトラス橋[2]
- 橋格 : 1種橋（TL-20）[4]
- 海面からの高さ : 23.0メートル[2]

## ギャラリー

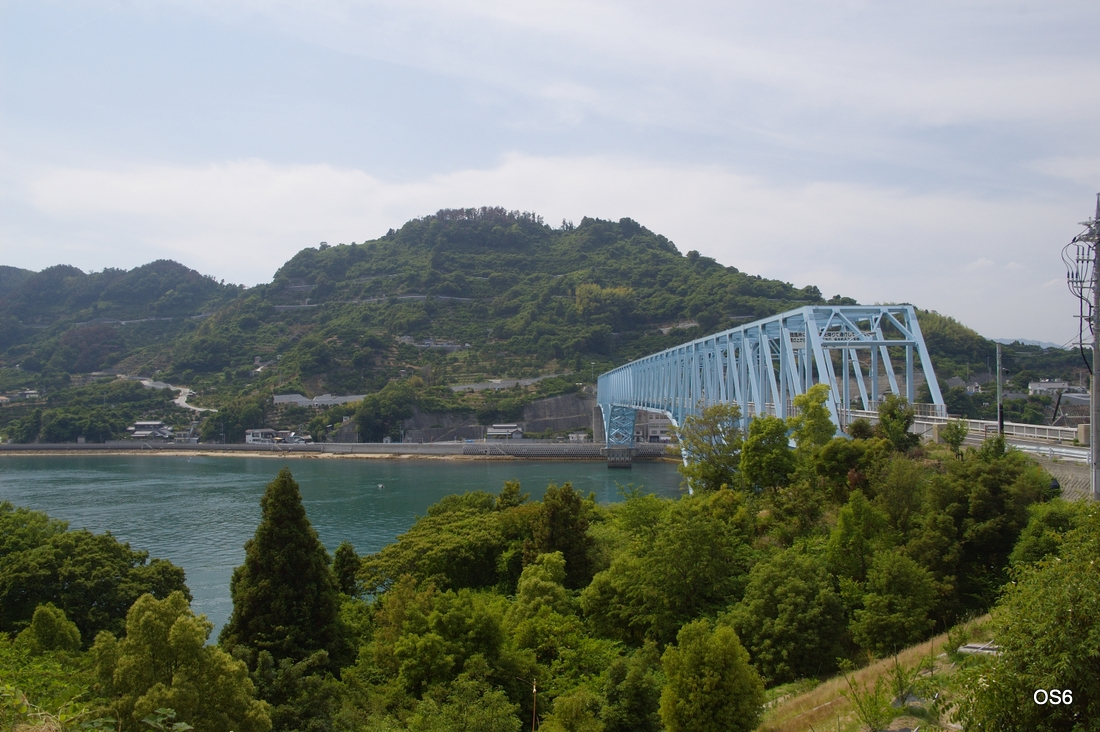
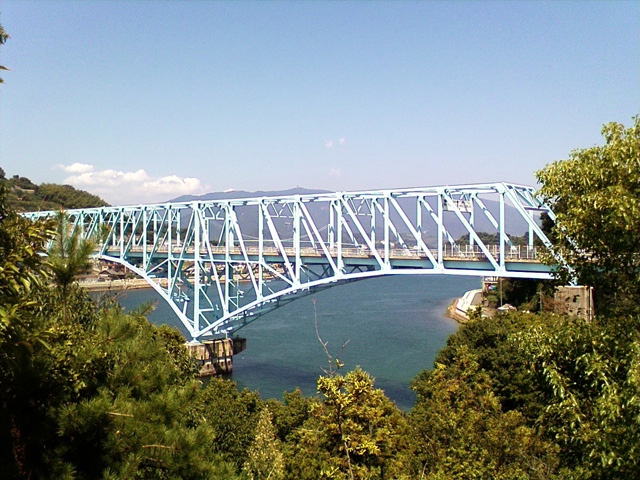
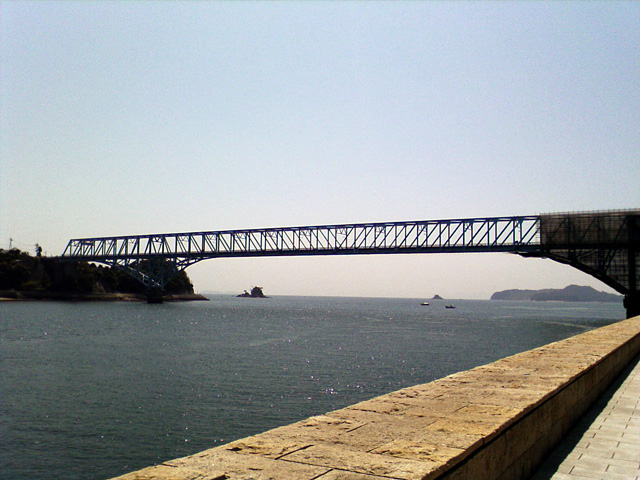
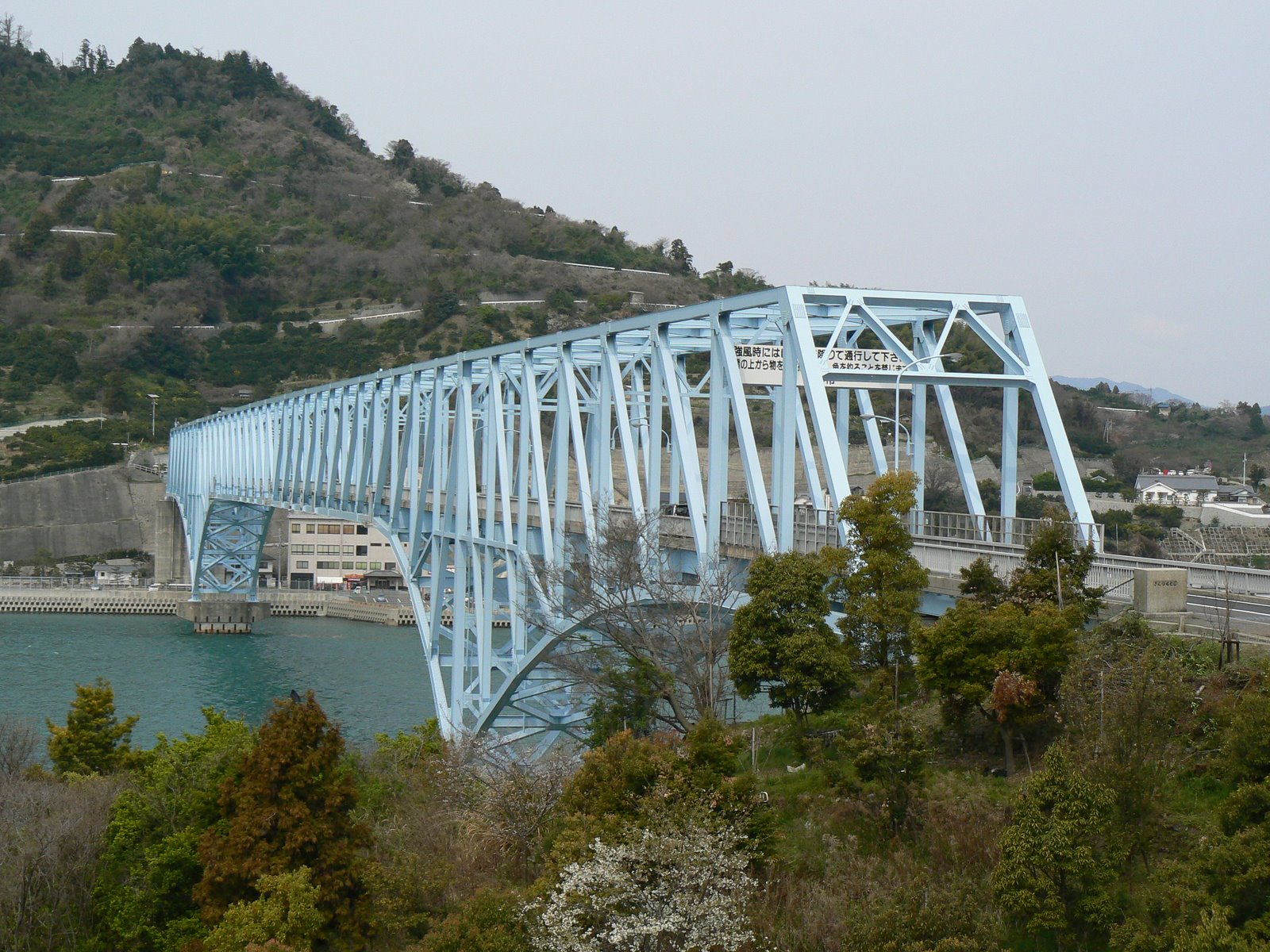
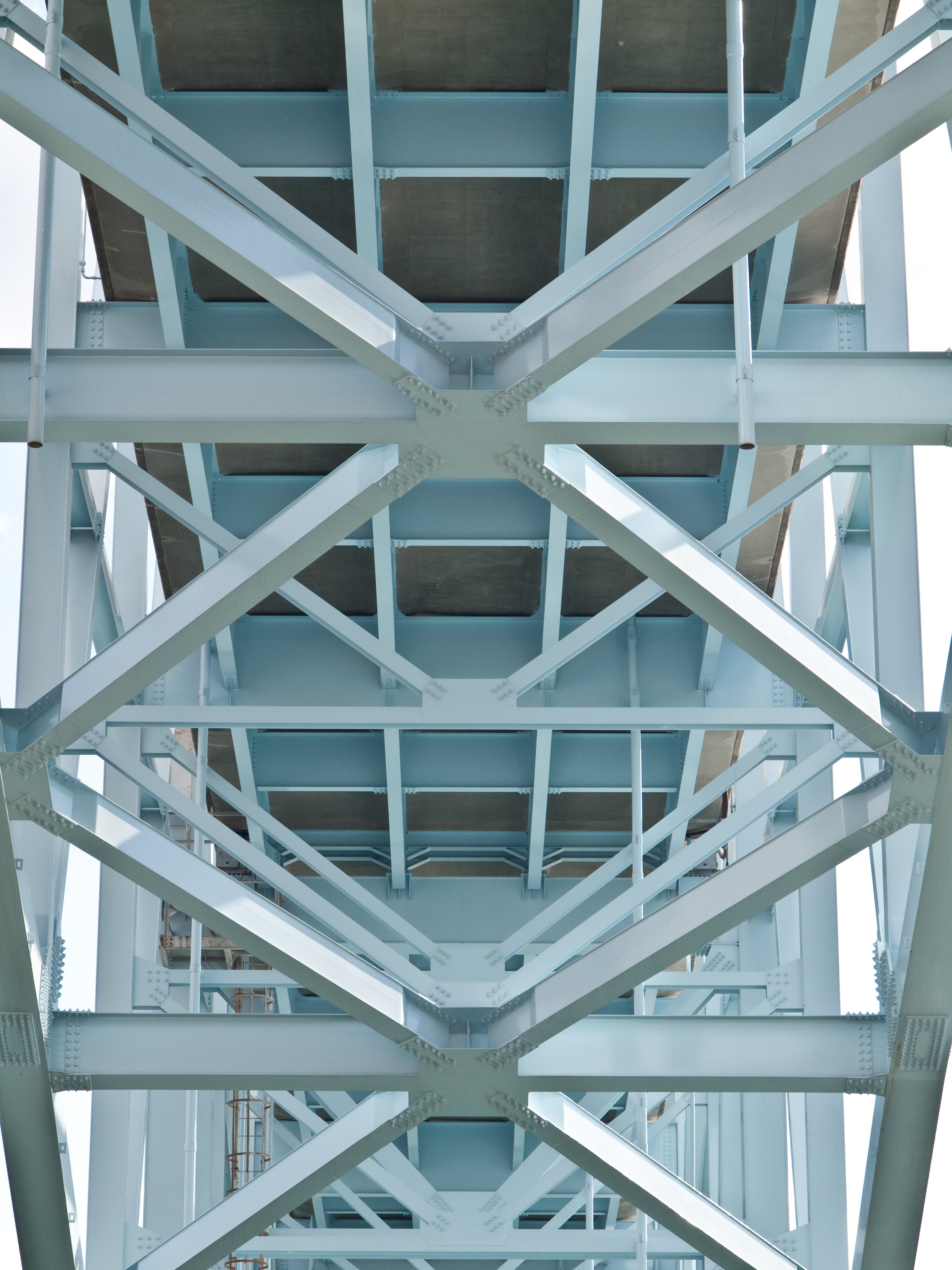
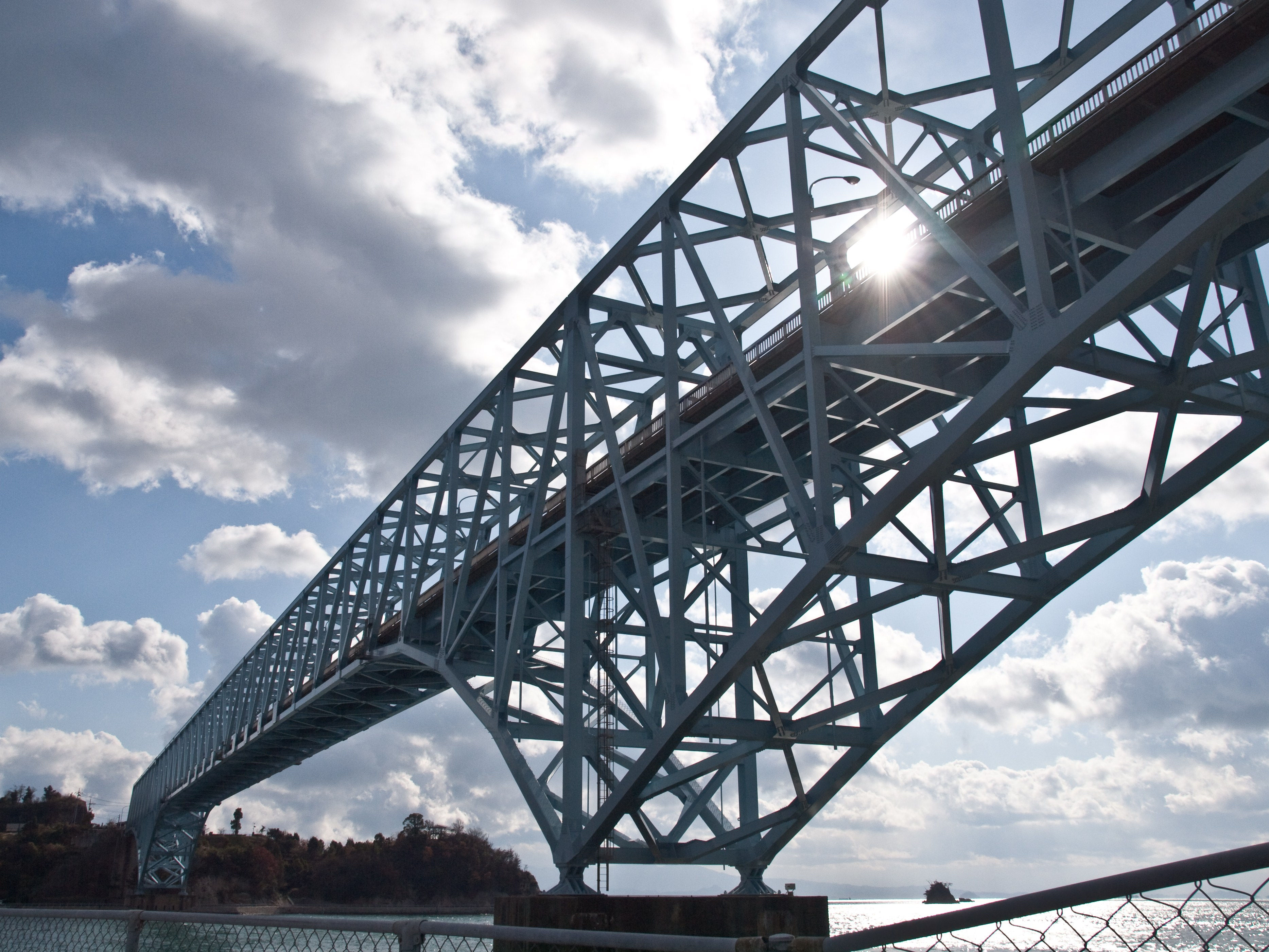
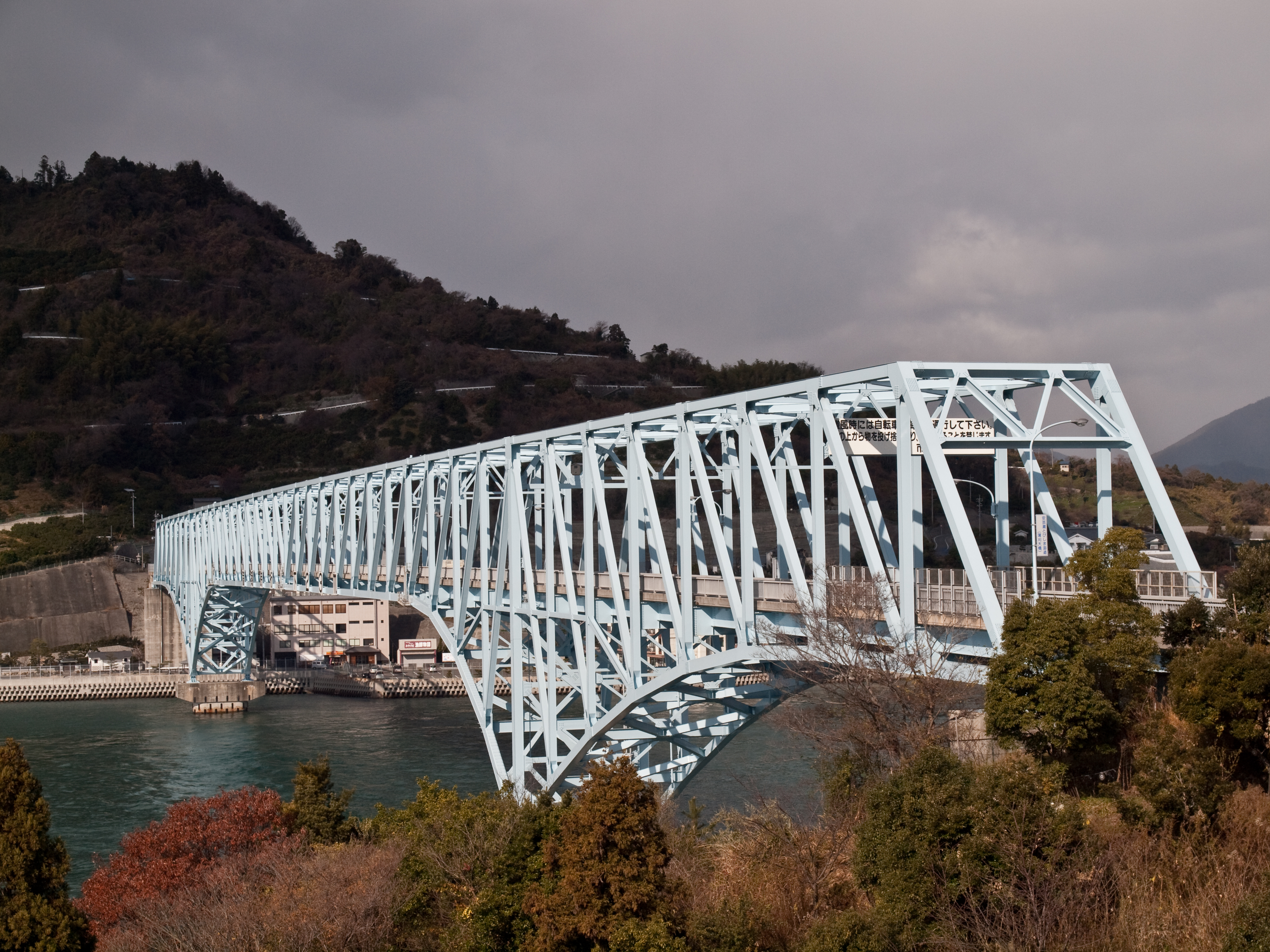
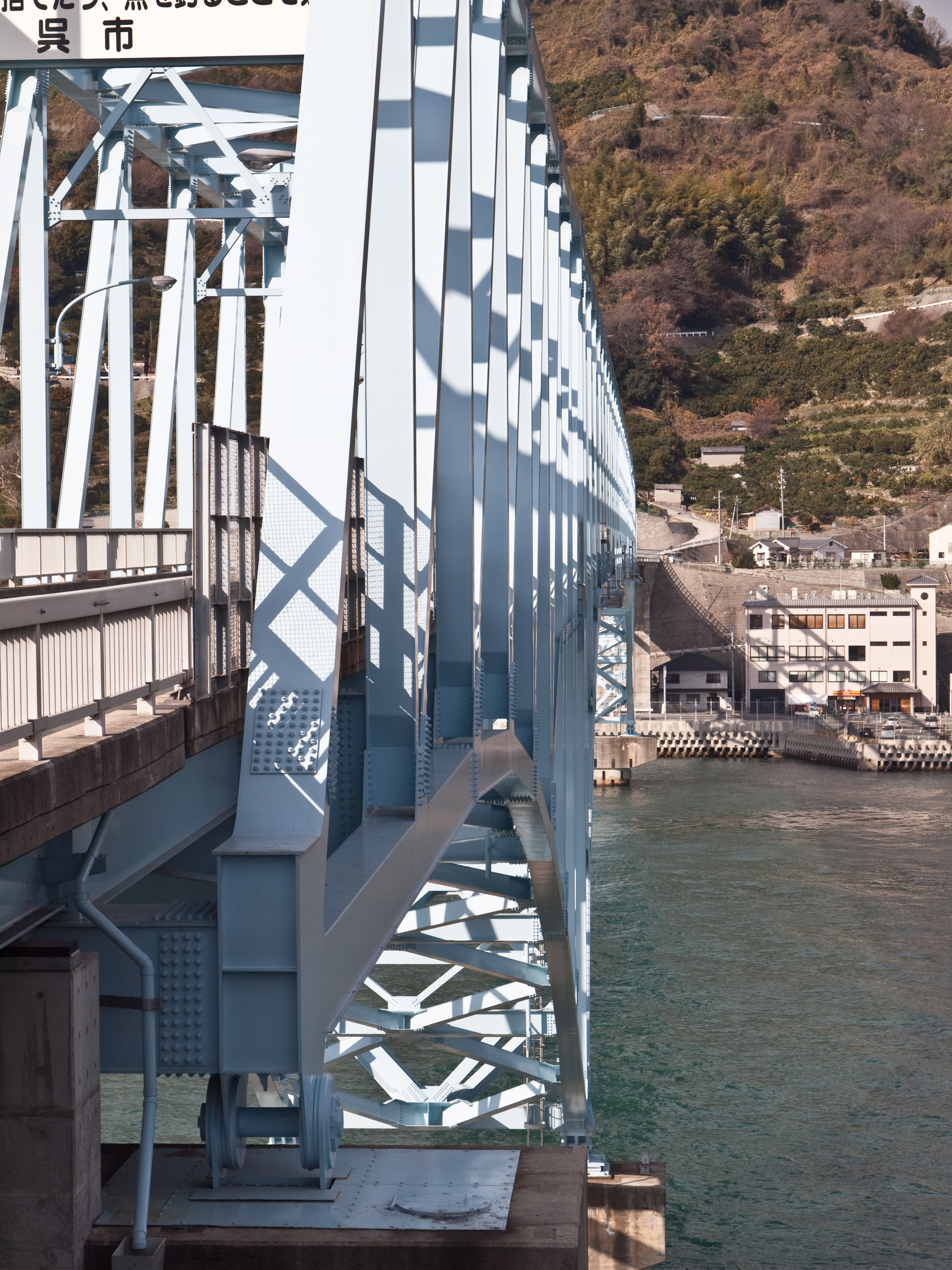
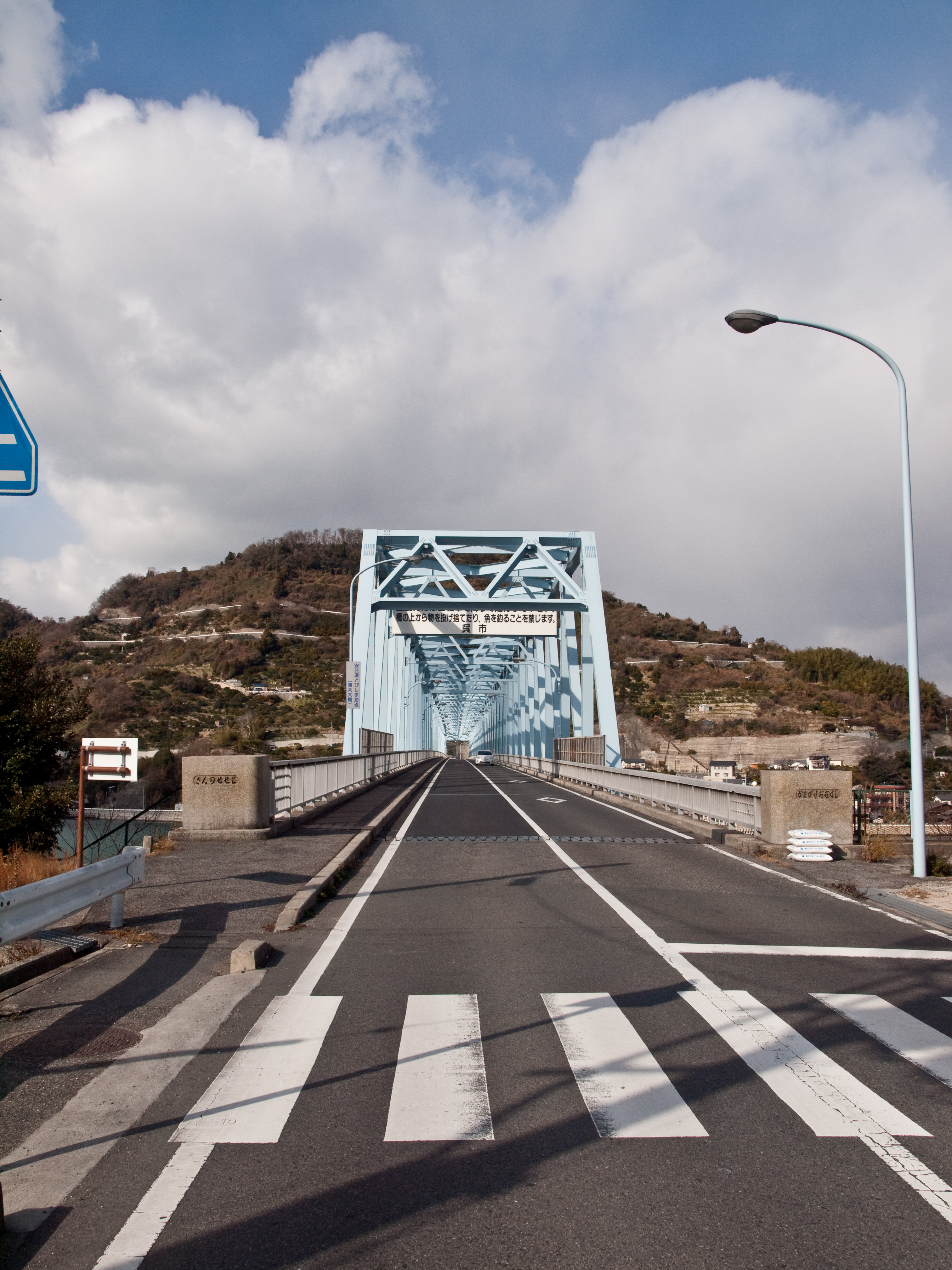